# Dekanat Sanniki
Dekanat Sanniki – jeden z 21 dekanatów diecezji łowickiej. 
W skład dekanatu wchodzą następujące parafie:
- Parafia św. Andrzeja Apostoła w Brzozowie Starym
- Parafia Matki Bożej Królowej Polski w Iłowie
- Parafia św. Małgorzaty w Kiernozi
- Parafia św. Marcina w Osmolinie
- Parafia św. Wawrzyńca w Pacynie
- Parafia św. Józefa Oblubieńca NMP w Sannikach
- Parafia św. Marcina w Słubicach
- Parafia św. Michała Archanioła w Zycku Polskim

Dziekan dekanatu Sanniki
- ks. Andrzej Sałkowski – proboszcz w parafii św. Józefa Oblubieńca NMP w Sannikach

Wicedziekan
- ks. Zbigniew Ciechomski – proboszcz w parafii św. Wawrzyńca  w Pacynie

Ojciec duchowny
- ks. Roman Batorski – proboszcz w parafii św. Marcina  w Słubicach